# Бруно-Альварес-Вальдес
Бруно-А́льварес-Вальдес (исп. Bruno Álvarez Valdez) — посёлок в Мексике, штат Тамаулипас, входит в состав муниципалитета Нуэво-Ларедо. Численность населения, по данным переписи 2010 года, составила 1714 человек.